# Sternopsylla distincta
Sternopsylla distincta är en loppart som först beskrevs av Rothschild 1903.  Sternopsylla distincta ingår i släktet Sternopsylla och familjen fladdermusloppor.

## Underarter
Arten delas in i följande underarter:
- S. d. distincta
- S. d. speciosa
- S. d. texana